# Astrolab
Astrolab IRIS is de Project- en Volkssterrenwacht gevestigd in het Provinciaal Domein De Palingbeek te Zillebeke, Ieper, België. De naam van de vzw die dit initiatief ontplooit is de Astronomische Contact Groep, afgekort als ACG vzw. Deze vereniging werd door een aantal amateur-astronomen onder leiding van Philippe Vercoutter opgericht in 1980 en dit als logisch vervolg (volwassenenwerking) op de toenmalige plaatselijke Jeugdvereniging voor Sterrenkunde JVS Boötes.

## Historie
De plannen van deze sterrenwachten werden in het begin van de jaren 1990 getekend. In de beginperiode was er enkel sprake van de bouw van de grootste amateurtelescoop in de Benelux: een telescoop met een spiegel van 60 cm doormeter. Het project heette toen nog MPT 60/92: een 60 cm Multi-Purpose Telescope zou klaar zijn tegen 1992. Over een concrete inplantingsplaats was er toen nog geen sprake. Het provinciebestuur werkte op dat ogenblik aan de uitbreiding van haar Provinciaal Domein De Palingbeek en kocht hiertoe diverse aanpalende boerderijen. Op dat ogenblik raakte zij ook in gesprek met diverse medewerkers van ACG vzw over hun MPT 60/92 project. Van het een kwam het ander en dit natuurdomein werd door ACG vzw uitgekozen als definitieve vestigingsplaats voor de te bouwen telescoop.
Door de belangstelling en de medewerking van diverse overheden en instanties, o.a. de Europese Unie (via haar Interreg programma's), het Vlaams Commissariaat-generaal voor Toerisme VCGT (later herdoopt in Toerisme Vlaanderen), het provinciebestuur West-Vlaanderen en het stadsbestuur Ieper, nam het oorspronkelijk project sterk toe in omvang: in plaats van een bescheiden sterrenwacht kwamen er mensen en middelen om niet één maar liefst twee sterrenwachten te bouwen (gekend als AstroLAB IRIS I en AstroLAB IRIS II), het idee om enkel projectsterrenwacht te worden werd uitgebreid tot volkssterrenwacht. Verder werd er onder andere een accommodatie gecreëerd om groepen tot zo'n 16 personen te laten overnachten. 
AstroLAB IRIS I werd operationeel in 1993, AstroLAB IRIS II werd officieel geopend in november 2003. In 2005 werd AstroLAB IRIS officieel erkend als de zesde Vlaamse Volkssterrenwacht.

## Overzicht instrumentarium
AstroLAB IRIS beschikt over diverse telescopen die tot de grootste behoren van de Benelux.
Het grootste instrument waarover AstroLAB IRIS beschikt is de zogeheten NMPT-68. NMPT staat voor New Multi-Purpose Telescope. Dit is een spiegeltelescoop opgesteld op een Alt-Azimuth montering. De spiegel heeft een doormeter van 684 mm en een brandpuntsafstand van 2999 mm (f/4.4). Deze sterrenkijker beschikt over een SBIG STL-6303E CCD-camera en een LISA spectrograaf. Voor visuele waarnemingen zijn een hele reeks Tele Vue en Nagler oculairen beschikbaar.
Een tweede belangrijke telescoop is de Lunt LS230THa. Dit is een gespecialiseerde zonnetelescoop. Deze lenzenkijker heeft een doormeter van 230 mm en laat toe de Zon in H-alfa (waterstof-)licht te bestuderen. Met deze zonnekijker kunnen dus heel gemakkelijk zonnevlekken en protuberansen (= zonneuitbarstingen) worden geobserveerd.
AstroLAB IRIS beschikt verder ook nog over een reeks van TMB astrografen die allen een verschillend beeldveld aan de hemel opleveren. Het zijn allemaal triplet apochromaten, dit wil zeggen refractoren zonder noemenswaardige kleurfouten. Volgende astrografen zijn beschikbaar: TMB 80 f/6, TMB 105 f/6.2 en TMB 175 f/8.
De Lunt LS230THa en TMB-astrografen zijn opgesteld op een 3600 GTO el Capitan Astro Physics en Paramount GT-1100 monteringen.